# みなせ優夏
みなせ 優夏（みなせ ゆうか、1990年9月10日 - ）は、日本のAV女優。
趣味・特技:料理、バレーボール。

## 略歴・人物
2011年7月にAVデビュー。

## 出演作品

### アダルトDVD
2011年
- 抱きたいHカップ98cm極上ボディ 新人デビュー（7月13日、MOODYZ）※デビュー作
- 糸を引くほど愛液まみれSEX（8月13日、MOODYZ）
- 爆乳人妻の勝手に誘惑ノーブラ生活（9月13日、MOODYZ）
- つるまん（10月13日、MOODYZ）
- ハメ狂い大乱交（11月13日、MOODYZ）
- 98cm&Hcupのぬるぬる濡れ透けノーブラ美巨乳女教師（12月19日、OPPAI）

2012年
- E-BODY -特別編- 灼熱の青姦情痴（1月13日、E-BODY）
- OPPAIアングル 優しくお叱り隣の無防備ノーブラ爆乳人妻（2月19日、OPPAI）
- いつでも真剣な優しい世話焼き巨乳管理人さんに犯される（3月19日、OPPAI）
- いやらしいお姉さんのご奉仕おっぱいエステ（4月19日、OPPAI）
- 美乳OL、凌辱の日々。 望まない絶頂が悔しくて…（5月7日、アタッカーズ）
- E-BODY 三獣奏（5月13日、E-BODY）共演:成瀬心美、風間ゆみ
- 奴隷ソープに堕とされた令嬢 2（6月7日、アタッカーズ）
- 奴隷色のステージ 23（7月7日、アタッカーズ）共演:朝桐光、大森美玲
- やりたい放題 27（9月11日、プレステージ）
- kira☆kira SPECIAL HEAT ISLAND 〜極上巨乳BODY壮絶大乱交〜（10月19日、kira☆kira）共演:北川瞳、仁科百華、北川エリカ
- 夫よりも義父を愛して…。（10月25日、マドンナ）
- 女捜査官、堕ちるまで…（11月7日、アタッカーズ）
- OPPAIぴったりインストラクタースペシャル 極上クビレBOINとエクササイズ 4時間（11月19日、OPPAI）共演:さとう遥希、Erina、菅野さゆき

2013年
- 触手に溺れて― 女捜査官、闇に葬られた真実（1月7日、アタッカーズ）
- 中出し性交付き混浴巨乳マダムの宿（1月24日、SODクリエイト）他出演:あすか光希
- 完全催眠凌辱 みなせ優夏、堕ちるまで…（2月7日、アタッカーズ）
- カラダを売りにするＳ級素人　ゆうか（2月8日、S級素人）
- 働くオンナ獲り 【スーツ姿の桜花りりが獲りに乱入!!】 vol.22 SP（3月1日、プレステージ）共演:桜花りり、芦名ユリア、戸田さゆり、麻宮玲、美山ゆず
- 堕ちてゆく人妻 夫の秘書に犯された私（3月1日、DOC）
- 新妻SOAP SP 究極 最高級ソープ嬢 中出し（3月7日、桃太郎映像出版）
- 童貞支援センター 厳選された若い女性で構成された筆下ろしのスペシャリストによる母性溢れる濃密な手ほどきで一生心に残る脱童貞セックス（3月23日、SODクリエイト）他出演:栗林里莉、岩佐あゆみ
- RE ACTION みなせ優夏にどっきりエッチ（3月23日、HMJM）
- 家庭教師が童貞の教え子1●才の子供を妊娠 禁断の快楽に溺れるショタコン家庭教師 2（4月11日、V&Rプロダクツ）他出演:美月優芽
- 花盛りのオンナ１（4月12日、S級素人）
- 有名女優のHな裏の顔見せます! 強力媚薬を仕込んだら、どこまで理性を保てるのか!?（4月25日、V&Rプロダクツ）他出演:中野ありさ、松下ひかり、篠めぐみ、愛咲れいら
- 本能剥き出し生中出しセックス（4月25日、ダスッ!）
- ストリップ劇場で舞う若妻（5月7日、マドンナ）
- 無防備にもノーブラで外出したがる常識知らずの巨乳奥さん（5月9日、V＆R）
- 女のカラダは腰使いで決まる！ 4時間 3（5月10日、BAZOOKA）
- 「無防備すぎる寝起き胸チラで勃起させてしまったノーブラ専業主婦はヤられても拒めない」VOL.1（5月23日、DANDY）
- 巨乳奥さん（6月6日、GLORYQUEST）
- 人妻浪漫 ~舞ワイフ~ 03 舞ワイフ/妄想族（6月25日、妄想族）
- 大人のための美巨乳セラピー（7月1日、フィッチ）
- クレーマーレイプ（7月4日、GLORYQUEST）
- 絶版マニアック水着満載! 競泳水着専門 本気中出し! 淫乱インストラクター! （7月7日、BeFree）
- 日焼けのあと（7月13日、ムーディーズ）
- 麗しのキャンペーンガール AGAIN 9 優夏と夏希（7月27日、Glamour）
- ボイン大好きしょう太くんのHなイタズラ（8月1日、GLORYQUEST）
- ガマン出来ない肉食系痴女 4時間3（8月9日、トップマーシャル）
- 恋夜【ren-ya】For You 第一章（8月22日、ONEMORE）
- お姉様クロニクル 2（9月27日、ワンダフル）
- 肉食義母の甘美な躾け（10月4日、ワープエンタテインメント）
- 若妻不倫温泉38（10月11日、S級素人）
- イカセ4時間 みなせ優夏（10月11日、KMP）
- 黒タイトスカートが似合う働くお姉さんのビッタリ密着した肉感的なお尻に着衣のまんまチ○ポ擦り＆ザー汁発射してもう着れないくらい汚しちゃいたい（10月18日、ワープエンタテインメイント）
- 濡れた髪を初めて見せてくれた君 #22（10月25日、ワンダフル）
- 媚薬を塗られたデッサンモデル（10月25日、エロティカ）
- 籠城4（11月7日、アタッカーズ）
- 緊縛令嬢姉妹（11月8日、KMP）
- 自宅に派遣された美乳女子大生講師をハメる4 1Yさん(22歳)Hカップ 2Sさん(20歳)Eカップ 3Mさん(23歳)Fカップ（11月8日、S級素人）
- タブーなお願い叶えます!みなせ優夏のHなお宅訪問（11月9日、V&Rプロダクツ）
- 女の口は嘘をつく。＃124（12月6日、アウダース）
- 爆乳×超絶ボディ!!（12月6日、e-kiss）
- 僕を毎日興奮させる… 隣のヤリたがり奥さん ~後ろから前からどうぞ~ （12月7日、桃太郎映像出版）
- 最高級三ツ星巨乳ホテルコンシェルジュのSEXスイートサービス…4時間（12月13日、BAZOOKA）

2014年
- 誰かがワタシを犯してる（1月4日、オルガ）
- 眼鏡×競泳水着×くびれボイン（2月7日、e-kiss）
- 近親相姦 狙われた母（2月13日、VENUS）
- 超高級巨乳ソープ嬢 ~中出し可能な超絶サービス~（2月14日、BAZOOKA）
- 母の親友（3月13日、VENUS）
- kira★kiraBLACK  出張ギャルソープ 自宅に押しかけ極上中出し★美巨乳Hcup泡姫（3月19日、kira★kira）
- いつまでも君を抱きしめたい ～LAST BODY～（4月4日、オルガ）
- 現役キャバ嬢がドレスを脱いだとき… 5時間 SEVEN GIRLS COLLECTION Vol3（5月9日、KMP）
- 奇跡の美くびれ超絶ボディ美女15人 このくびれにしてこの美巨乳 すげえ美女のすげえSEX（6月7日、桃太郎映像出版）
- 未亡人の柔肌6（7月7日、アタッカーズ）
- 女のカラダは腰使いで決まる!4時間11（10月10日、BAZOOKA）